# اسلوپ کلاس بیگل
اسلوپ کلاس بیگل (به انگلیسی: Beagle-class sloop) یک کلاس از اسلوپ‌ها است که طول آن ۱۹۵ فوت (۵۹ متر) می‌باشد.